# Campeonato Catarinense de Futebol de 2025 - Série A
O Campeonato Catarinense de Futebol da Série A de 2025, foi a 100ª edição da principal divisão do futebol catarinense. A competição contou com 12 clubes, marcando as estreias de Caravaggio e Santa Catarina na elite estadual.

## Regulamento
O Catarinense Série A 2025 será disputado em quatro fases: inicial, quartas de finais, semifinais e finais. Na 1ª fase os clubes se enfrentarão no sistema de pontos corridos somente em turno. Após as onze rodadas os oito primeiros colocados estarão classificados para 2ª Fase – quartas de finais. O 1º colocado enfrentará o 8º, o 2º encara o 7º, o 3º colocado pegará o 6º e o 4º colocado enfrentará o 5º classificado. A competição será dividida em duas fases: a inicial em pontos corridos e a final em jogos de mata-mata.

### Primeira fase e fase final
Na primeira fase todas as equipes se enfrentam entre si em turno único. As oito primeiras colocadas estarão classificadas para os confrontos eliminatórios da segunda fase, sendo que quartas de finais e semi finais serão disputadas em jogo único e final em jogos de ida e volta. A definição dos confrontos se dará pela posição das equipes na tabela, sendo que o 1º colocado enfrentará o 8º, o 2º encarará o 7º, o 3º jogará contra o 6º e o 4º pegará o 5º colocado. Em caso de igualdade nas quartas de finais e semi finais, o vencedor será conhecido nos pênaltis. Já no duelo final, o vencedor será o melhor colocado na 1ª fase. Todos os mandos de campo serão dos melhores colocados na 1ª fase em caso de empate no placar agregado, bem como o mando do jogo de volta da final.
O campeão e o vice disputarão a Copa do Brasil de 2026. Já as equipes sem divisão nacional que terminarem entre as três melhores posições na classificação geral, garantem vaga para o Brasileirão Série D em 2026.

### Rebaixamento
As equipes que ao final da primeira fase, em pontos corridos, terminarem em 11ª e 12ª posições estarão rebaixadas e disputarão a Série B do Catarinense em 2026.

## Equipes participantes
| Clube | Cidade             | Em 2024      | Estádio                  | Capacidade | Títulos   |
| --- | ------------------ | ------------ | ------------------------ | ---------- | --------- |
| Avaí | Florianópolis      | 3º           | Ressacada                | 17.800     | 18 (2021) |
| Barra | Balneário Camboriú | 4º           | Arena Barra FC           | 5.500      | 0         |
| Brusque | Brusque            | 2º           | Augusto Bauer            | 5.000      | 2 (2022)  |
| Caravaggio | Nova Veneza        | 1º (Série B) | Montanha                 | 2.500      | 0         |
| Chapecoense | Chapecó            | 9º           | Arena Condá              | 20.089     | 7 (2020)  |
| Concórdia | Concórdia          | 10º          | Domingos Machado de Lima | 5.000      | 0         |
| Criciúma | Criciúma           | 1º           | Heriberto Hülse          | 19.300     | 12 (2024) |
| Figueirense | Florianópolis      | 6º           | Orlando Scarpelli        | 19.584     | 18 (2018) |
| Hercílio Luz | Tubarão            | 8°           | Aníbal Costa             | 6.800      | 2 (1958)  |
| Joinville | Joinville          | 7º           | Arena Joinville          | 17.515     | 12 (2001) |
| Marcílio Dias | Itajaí             | 5º           | Gigantão das Avenidas    | 6.010      | 1 (1963)  |
| Santa Catarina | Rio do Sul         | 2º (Série B) | Alfredo João Krieck      | 2.959      | 0         |
| Florianópolis Florianópolis: Avaí Figueirense Criciúma Barra-SC Hercílio Luz Concórdia Brusque Chapecoense Marcílio Dias Joinville Santa Catarina CaravaggioLocalização das equipes participantes. |                    |              |                          |            |           |

Localiza-se a uma latitude 26°22'12" sul e a uma longitude 48°43'20" oeste,

## Estádios
| Aníbal Costa      | Arena Condá        | Arena Joinville    | Augusto Bauer     | Domingos Machado  |
| Capacidade: 6.800 | Capacidade: 20.089 | Capacidade: 17.515 | Capacidade: 5.000 | Capacidade: 5.000 |
|                   |                    |                    |                   |                   |

| Gigantão das Avenidas | Heriberto Hülse    | Orlando Scarpelli  | Ressacada          |
| Capacidade: 6.010     | Capacidade: 19.225 | Capacidade: 19.584 | Capacidade: 17.800 |
|                       |                    |                    |                    |

## Primeira fase
| Pos | Equipe         | Pts | J  | V | E | D | GP | GC | SG  | Classificação ou descenso         |
| --- | -------------- | --- | -- | - | - | - | -- | -- | --- | --------------------------------- |
| 1   | Criciúma       | 20  | 11 | 5 | 5 | 1 | 16 | 7  | +9  | Classificados à fase final        |
| 2   | Santa Catarina | 19  | 11 | 5 | 4 | 2 | 19 | 13 | +6  | Classificados à fase final        |
| 3   | Avaí           | 18  | 11 | 5 | 3 | 3 | 13 | 6  | +7  | Classificados à fase final        |
| 4   | Brusque        | 16  | 11 | 4 | 4 | 3 | 13 | 8  | +5  | Classificados à fase final        |
| 5   | Chapecoense    | 16  | 11 | 3 | 7 | 1 | 14 | 11 | +3  | Classificados à fase final        |
| 6   | Figueirense    | 15  | 11 | 4 | 3 | 4 | 19 | 15 | +4  | Classificados à fase final        |
| 7   | Marcílio Dias  | 14  | 11 | 3 | 5 | 3 | 8  | 7  | +1  | Classificados à fase final        |
| 8   | Joinville      | 14  | 11 | 3 | 5 | 3 | 11 | 15 | −4  | Classificados à fase final        |
| 9   | Barra-SC       | 13  | 11 | 2 | 7 | 2 | 7  | 9  | −2  |                                   |
| 10  | Concórdia      | 11  | 11 | 3 | 2 | 6 | 9  | 19 | −10 |                                   |
| 11  | Caravaggio     | 10  | 11 | 2 | 4 | 5 | 7  | 15 | −8  | Rebaixados para a Série B de 2026 |
| 12  | Hercílio Luz   | 6   | 11 | 1 | 3 | 7 | 7  | 16 | −9  | Rebaixados para a Série B de 2026 |

### Confrontos
| Mandante \ Visitante | AVA | BAR | BRU | CAR | CHA | CON | CRI | FIG | HER | JEC | MAR | SAN |
| -------------------- | --- | --- | --- | --- | --- | --- | --- | --- | --- | --- | --- | --- |
| Avaí                 | —   |     |     |     |     | 3–1 | 0–3 | 0–1 |     | 3–0 | 3–0 | 1–0 |
| Barra-SC             | 1–0 | —   |     |     | 1–1 |     |     | 1–0 | 1–1 | 0–0 |     | 2–2 |
| Brusque              | 0–0 | 2–0 | —   | 1–0 | 1–2 |     | 1–1 |     | 3–1 |     |     |     |
| Caravaggio           | 0–0 | 0–0 |     | —   | 1–1 |     |     |     | 1–0 | 0–1 |     |     |
| Chapecoense          | 0–0 |     |     |     | —   |     | 0–0 |     |     | 1–1 | 1–0 | 1–1 |
| Concórdia            |     | 0–0 | 1–4 | 2–0 | 2–1 | —   |     |     | 1–0 |     |     |     |
| Criciúma             |     | 1–1 |     | 1–2 |     | 2–0 | —   |     |     | 3–0 | 0–0 | 1–1 |
| Figueirense          |     |     | 1–0 | 5–1 | 2–4 | 4–1 | 2–3 | —   | 1–1 |     |     |     |
| Hercílio Luz         | 0–3 |     |     |     | 2–2 |     | 0–1 |     | —   | 2–1 |     | 0–1 |
| Joinville            |     |     | 1–1 |     |     | 2–1 |     | 0–0 |     | —   | 1–1 |     |
| Marcílio Dias        |     | 2–0 | 0–0 | 1–1 |     | 0–0 |     | 2–1 | 1–0 |     | —   |     |
| Santa Catarina       |     |     | 1–0 | 3–1 |     | 3–0 |     | 2–2 |     |     | 2–1 | —   |

## Fase final
Em itálico, as equipes que possuem o mando de campo no confronto (ou primeiro jogo); em negrito as equipes classificadas.
|  | Quartas de final | Quartas de final  | Quartas de final |       |       | Semifinais     | Semifinais | Semifinais |  |  | Final | Final       | Final | Final | Final |
|  |                  |                   |                  |       |       |                |            |            |  |  |       |             |       |       |       |
|  | 4°               | Brusque           | 0 (4)            |       |       |                |            |            |  |  |       |             |       |       |       |
|  | 5°               | Chapecoense (pen) | 0 (5)            |       |       |                |            |            |  |  |       |             |       |       |       |
|  | 5°               | Chapecoense (pen) | 0 (5)            |       |       | Chapecoense    | 2          |            |  |  |       |             |       |       |       |
|  |                  |                   |                  |       |       | Chapecoense    | 2          |            |  |  |       |             |       |       |       |
|  |                  |                   | Joinville        | 1     |       |                |            |            |  |  |       |             |       |       |       |
|  | 1°               | Criciúma          | Joinville        | 1     | 0 (7) |                |            |            |  |  |       |             |       |       |       |
|  | 1°               | Criciúma          |                  |       | 0 (7) |                |            |            |  |  |       |             |       |       |       |
|  | 8°               | Joinville (pen)   | 0 (8)            |       |       |                |            |            |  |  |       |             |       |       |       |
|  |                  |                   |                  |       |       |                |            |            |  |  |       | Chapecoense | 2     | 1     |       |
|  |                  |                   |                  | Avaí  | 2     | 1              |            |            |  |  |       |             |       |       |       |
|  | 2°               | Santa Catarina    | 2                |       |       |                |            |            |  |  |       |             |       |       |       |
|  | 7°               | Marcílio Dias     | 0                |       |       |                |            |            |  |  |       |             |       |       |       |
|  | 7°               | Marcílio Dias     | 0                |       |       | Santa Catarina | 1 (7)      |            |  |  |       |             |       |       |       |
|  |                  |                   |                  |       |       | Santa Catarina | 1 (7)      |            |  |  |       |             |       |       |       |
|  |                  |                   | Avaí (pen)       | 1 (8) |       |                |            |            |  |  |       |             |       |       |       |
|  | 3°               | Avaí (pen)        | Avaí (pen)       | 1 (8) | 1 (4) |                |            |            |  |  |       |             |       |       |       |
|  | 3°               | Avaí (pen)        |                  |       | 1 (4) |                |            |            |  |  |       |             |       |       |       |
|  | 6°               | Figueirense       | 1 (2)            |       |       |                |            |            |  |  |       |             |       |       |       |

## Estatísticas

### Artilharia
| Pos. | Jogador         | Equipe         | Gols |
| ---- | --------------- | -------------- | ---- |
| 1    | Mario Sérgio    | Chapecoense    | 6    |
| 2    | Alex Gonçalves  | Santa Catarina | 5    |
| 2    | Cristian        | Joinville      | 5    |
| 2    | Lucas Gonçalves | Santa Catarina | 5    |
| 2    | Marlyson        | Figueirense    | 5    |
| 2    | Nicolas         | Figueirense    | 5    |
| 7    | Geovany         | Marcílio Dias  | 4    |
| 7    | Guilherme Pira  | Brusque        | 4    |
| 7    | Hygor           | Avaí           | 4    |

### Maiores Públicos Pagantes
Estes são os dez maiores públicos pagantes do campeonato, sem considerar as partidas com portões fechados
| N.º | Público | Mandante  | Placar | Visitante      | Estádio         | Data           | Rodada  | Ref.   |
| --- | ------- | --------- | ------ | -------------- | --------------- | -------------- | ------- | ------ |
| 1   | 12 949  | Avaí      | 1–1    | Figueirense    | Ressacada       | 5 de março     | Quartas | [ 4 ]  |
| 2   | 12 742  | Avaí      | 0–1    | Figueirense    | Ressacada       | 25 de janeiro  | 4ª      | [ 5 ]  |
| 3   | 10.111  | Joinville | 1–0    | Brusque        | Arena Joinville | 15 de janeiro  | 1ª      | [ 6 ]  |
| 4   | 8.836   | Avaí      | 1–0    | Santa Catarina | Ressacada       | 25 de janeiro  | 4ª      | [ 7 ]  |
| 5   | 7 858   | Criciúma  | 1–1    | Santa Catarina | Heriberto Hülse | 5 de fevereiro | 7ª      | [ 8 ]  |
| 6   | 7 466   | Criciúma  | 3–0    | Joinville      | Heriberto Hülse | 29 de janeiro  | 5ª      | [ 9 ]  |
| 7   | 7 236   | Criciúma  | 2–0    | Concórdia      | Heriberto Hülse | 19 de janeiro  | 2ª      | [ 10 ] |
| 8   | 7 230   | Criciúma  | 0–0    | Joinville      | Heriberto Hülse | 2 de março     | Quartas | [ 11 ] |
| 9   | 7.753   | Joinville | 1–1    | Figueirense    | Arena Joinville | 11 de janeiro  | 4ª      | [ 12 ] |
| 10  | 6.986   | Criciúma  | 0–0    | Barra-SC       | Heriberto Hülse | 2 de janeiro   | 1ª      | [ 13 ] |

### Menores Públicos Pagantes
Estes são os dez menores públicos pagantes do campeonato, sem considerar as partidas com portões fechados
| N.º | Público | Mandante     | Placar | Visitante      | Estádio          | Data            | Rodada | Ref.   |
| --- | ------- | ------------ | ------ | -------------- | ---------------- | --------------- | ------ | ------ |
| 1   | 221     | Hercílio Luz | 2–1    | Joinville      | Aníbal Costa     | 13 de fevereiro | 9ª     | [ 14 ] |
| 2   | 503     | Concórdia    | 2–0    | Caravaggio     | Domingos Machado | 6 de fevereiro  | 7ª     | [ 15 ] |
| 3   | 507     | Hercílio Luz | 0–1    | Santa Catarina | Aníbal Costa     | 26 de janeiro   | 4ª     | [ 16 ] |
| 4   | 525     | Concórdia    | 0–0    | Barra-SC       | Domingos Machado | 15 de janeiro   | 1ª     | [ 17 ] |
| 5   | 551     | Barra-SC     | 2–2    | Santa Catarina | Arena Barra      | 23 de janeiro   | 3ª     | [ 18 ] |
| 6   | 582     | Hercílio Luz | 2–2    | Chapecoense    | Aníbal Costa     | 16 de fevereiro | 10ª    | [ 19 ] |
| 7   | 593     | Barra-SC     | 1–1    | Hercílio Luz   | Arena Barra      | 29 de janeiro   | 5ª     | [ 20 ] |
| 8   | 742     | Chapecoense  | 1–1    | Santa Catarina | Josué Annoni     | 9 de fevereiro  | 8ª     | [ 21 ] |
| 9   | 743     | Caravaggio   | 0–1    | Joinville      | Montanha         | 9 de fevereiro  | 8ª     | [ 22 ] |
| 10  | 753     | Caravaggio   | 1–0    | Hercílio Luz   | Montanha         | 2 de fevereiro  | 6ª     | [ 23 ] |

## Premiação
| Campeão da Série A do Campeonato Catarinense de 2025 |
| Florianópolis                                        |
| ---------------------------------------------------- |
| Avaí Campeão (19º título)                            |